# اچ‌ام‌اس هاوکینز (دی۸۶)
اچ‌ام‌اس هاوکینز (دی۸۶) (به انگلیسی: HMS Hawkins (D86)) یک کشتی بود که طول آن ۵۶۵ فوت (۱۷۲ متر) بود. این کشتی در سال ۱۹۱۷ ساخته شد.